# Peckfitz
Peckfitz este o comună în Saxonia-Anhalt, Germania